# Giovanni Sanudo
Giovanni Sanudo, sixième duc de Naxos (décédé en 1362).

## Famille et jeunesse
La famille Sanudo aurait fourni divers doges à la Sérénissime. Un Marco Sanudo est attesté dans la seconde moitié du XIe siècle. Il aurait exercé diverses fonctions pour la république de Venise dont ambassadeur à Constantinople d'où son surnom de Costantinopolitani (le « Constantinopolitain »). Son fils Pietro épousa Zabarella, une sœur du doge Enrico Dandolo. De ce mariage seraient nés trois fils dont Marco Sanudo, le fondateur de la dynastie. Il participa à la quatrième croisade en 1204 puis fonda le duché de Naxos. Il fit construire une nouvelle capitale autour de sa forteresse, le castro sur l'île de Naxos. Il lutta aux côtés de Venise et de son suzerain l'empereur latin. Angelo Sanudo, son fils, passa la plus grande partie de sa vie à guerroyer, principalement pour ses suzerains l'empereur latin puis après 1248 le prince d'Achaïe. Le règne du grand-père de Giovanni, Marco II Sanudo, fut perturbé. Le duché de Naxos ne cessa de rétrécir sous les coups de l'Empire byzantin.
Le règne du père de Giovanni, Guglielmo Sanudo fut marqué par l'arrivée de deux nouvelles menaces dans l'Égée : les Catalans, d'abord au service de l’empereur byzantin Andronic II contre les Turcs Seldjoukides avant de se retourner contre l'Empire et de ravager la région ; et les Seldjoukides eux-mêmes. Les petits seigneurs des Cyclades, vassaux du duché de Naxos, face à ce double danger, se tournèrent de plus en plus vers Venise plus à même de les protéger que leur suzerain. Guglielmo chercha un appui chez les Hospitaliers de Saint-Jean de Jérusalem qu'il aida à conquérir Rhodes et invita à construire une forteresse sur Délos. Un des frères de Giovanni rejoignit l'ordre.
Dans la même perspective d'alliances, le frère aîné de Giovanni, Niccolò Sanudo avait épousé une jeune femme de la famille de Brienne, liant le duché de Naxos avec le duché d'Athènes de Gautier de Brienne.

## Duc de Naxos
Il succéda à son frère Niccolò Sanudo en 1341.
Au moment où Giovanni monta sur le trône, l'Empire byzantin était secoué par une guerre civile opposant les partisans de Jean VI Cantacuzène et de Jean V Paléologue. Umur Bey, l'émir d'Aydın s'était allié à Jean Cantacuzène et Giovanni à Jean Paléologue. Les deux alliés s'affrontèrent. En 1344, Umur Bey mena un raid contre Naxos. Il aurait fait 6 000 victimes (morts et esclaves capturés) et les oliviers et le port auraient été brûlés.
En 1350, la guerre entre la république de Venise et la république de Gênes reprit, car Gênes s'était emparé du monopole du commerce en mer Noire. Venise s'allia avec l'Aragon, l'Empire byzantin et le duché de Naxos. Giovanni participa directement aux combats : lors du siège de Galata et du siège de Caffa, le port génois en Crimée ; il manqua de mourir d'une fièvre lors d'une expédition et reçut une flèche lors d'un combat naval. En 1351, des galères génoises attaquèrent Naxos et s'emparèrent de Giovanni Sanudo, de toute sa famille et de ses biens. Il fut retenu prisonnier à Gênes pendant trois ans, jusqu'à la signature du traité de paix entre les deux cités marchandes. Venise et le pape Clément VI s'assurèrent que ses biens soient préservés et lui soient rendus à sa libération (la lettre de Clément VI demandant aux Génois sa libération et la restitution de ses possessions, datée du 10 avril 1351, mentionne qu'il s'est comporté en « champion » de la lutte contre les Turcs). Dans un document daté cependant du 24 mars 1352, Giovanni concède provisoirement l'île de Milos aux fils du doge Andrea Dandolo en attendant le remboursement d'un emprunt de 805 ducats d'or contracté auprès de ces derniers.
Comme il n'avait pas d'héritier mâle, sa fille Fiorenza Sanudo et son époux lui succédèrent en 1362.

## Arbre généalogique
|  |  |                                             |                                             |                                             |                                             |                                             |                                             |                                |                                |                                                   |                                                   |                                                   |                                                   |                                                   |                                                   |                                          |                                          | Marco Sanudo Constantinopolitani                                 |                                                                  |                                                                  |                                                                  |                                                                  |                                                                  |                                   |                                   |                                                           |                                                           |                                                           |                                                           |                                                           |                                                           |                                     |                                     |                                                 |                                                 |                                                 |                                                 |                                                 |                                                 |  |  |  |  |  |  |  |  |  |  |  |  |  |  |  |  |  |  |  |  |  |  |  |  |  |  |  |  |  |  |  |  |
|  |  |                                             |                                             |                                             |                                             |                                             |                                             |                                |                                |                                                   |                                                   |                                                   |                                                   |                                                   |                                                   |                                          |                                          |                                                                  |                                                                  |                                                                  |                                                                  |                                                                  |                                                                  |                                   |                                   |                                                           |                                                           |                                                           |                                                           |                                                           |                                                           |                                     |                                     |                                                 |                                                 |                                                 |                                                 |                                                 |                                                 |  |  |  |  |  |  |  |  |  |  |  |  |  |  |  |  |  |  |  |  |  |  |  |  |  |  |  |  |  |  |  |  |
|  |  |                                             |                                             |                                             |                                             |                                             |                                             |                                |                                |                                                   |                                                   |                                                   |                                                   |                                                   |                                                   |                                          |                                          |                                                                  |                                                                  |                                                                  |                                                                  |                                                                  |                                                                  |                                   |                                   |                                                           |                                                           |                                                           |                                                           |                                                           |                                                           |                                     |                                     |                                                 |                                                 |                                                 |                                                 |                                                 |                                                 |  |  |  |  |  |  |  |  |  |  |  |  |  |  |  |  |  |  |  |  |  |  |  |  |  |  |  |  |  |  |  |  |
|  |  | Enrico Dandolo (doge de Venise)             | Enrico Dandolo (doge de Venise)             | Enrico Dandolo (doge de Venise)             | Enrico Dandolo (doge de Venise)             | Enrico Dandolo (doge de Venise)             | Enrico Dandolo (doge de Venise)             |                                |                                | une sœur d'Enrico                                 | une sœur d'Enrico                                 | une sœur d'Enrico                                 | une sœur d'Enrico                                 | une sœur d'Enrico                                 | une sœur d'Enrico                                 |                                          |                                          | Pietro Sanudo                                                    | Pietro Sanudo                                                    | Pietro Sanudo                                                    | Pietro Sanudo                                                    | Pietro Sanudo                                                    | Pietro Sanudo                                                    |                                   |                                   |                                                           |                                                           |                                                           |                                                           |                                                           |                                                           |                                     |                                     |                                                 |                                                 |                                                 |                                                 |                                                 |                                                 |  |  |  |  |  |  |  |  |  |  |  |  |  |  |  |  |  |  |  |  |  |  |  |  |  |  |  |  |  |  |  |  |
|  |  | Enrico Dandolo (doge de Venise)             | Enrico Dandolo (doge de Venise)             | Enrico Dandolo (doge de Venise)             | Enrico Dandolo (doge de Venise)             | Enrico Dandolo (doge de Venise)             | Enrico Dandolo (doge de Venise)             |                                |                                | une sœur d'Enrico                                 | une sœur d'Enrico                                 | une sœur d'Enrico                                 | une sœur d'Enrico                                 | une sœur d'Enrico                                 | une sœur d'Enrico                                 |                                          |                                          | Pietro Sanudo                                                    | Pietro Sanudo                                                    | Pietro Sanudo                                                    | Pietro Sanudo                                                    | Pietro Sanudo                                                    | Pietro Sanudo                                                    |                                   |                                   |                                                           |                                                           |                                                           |                                                           |                                                           |                                                           |                                     |                                     |                                                 |                                                 |                                                 |                                                 |                                                 |                                                 |  |  |  |  |  |  |  |  |  |  |  |  |  |  |  |  |  |  |  |  |  |  |  |  |  |  |  |  |  |  |  |  |
|  |  |                                             |                                             |                                             |                                             |                                             |                                             |                                |                                |                                                   |                                                   |                                                   |                                                   |                                                   |                                                   |                                          |                                          |                                                                  |                                                                  |                                                                  |                                                                  |                                                                  |                                                                  |                                   |                                   |                                                           |                                                           |                                                           |                                                           |                                                           |                                                           |                                     |                                     |                                                 |                                                 |                                                 |                                                 |                                                 |                                                 |  |  |  |  |  |  |  |  |  |  |  |  |  |  |  |  |  |  |  |  |  |  |  |  |  |  |  |  |  |  |  |  |
|  |  |                                             |                                             |                                             |                                             |                                             |                                             |                                |                                |                                                   |                                                   |                                                   |                                                   |                                                   |                                                   |                                          |                                          |                                                                  |                                                                  |                                                                  |                                                                  |                                                                  |                                                                  |                                   |                                   |                                                           |                                                           |                                                           |                                                           |                                                           |                                                           |                                     |                                     |                                                 |                                                 |                                                 |                                                 |                                                 |                                                 |  |  |  |  |  |  |  |  |  |  |  |  |  |  |  |  |  |  |  |  |  |  |  |  |  |  |  |  |  |  |  |  |
|  |  | Bernardo Sanudo                             | Bernardo Sanudo                             | Bernardo Sanudo                             | Bernardo Sanudo                             | Bernardo Sanudo                             | Bernardo Sanudo                             |                                |                                | Lunardo Sanudo                                    | Lunardo Sanudo                                    | Lunardo Sanudo                                    | Lunardo Sanudo                                    | Lunardo Sanudo                                    | Lunardo Sanudo                                    |                                          |                                          | 1. Inconnue                                                      | 1. Inconnue                                                      | 1. Inconnue                                                      | 1. Inconnue                                                      | 1. Inconnue                                                      | 1. Inconnue                                                      |                                   |                                   | Marco Sanudo 1205 ? - 1227 ?                              | Marco Sanudo 1205 ? - 1227 ?                              | Marco Sanudo 1205 ? - 1227 ?                              | Marco Sanudo 1205 ? - 1227 ?                              | Marco Sanudo 1205 ? - 1227 ?                              | Marco Sanudo 1205 ? - 1227 ?                              |                                     |                                     | 2. Une sœur de l'empereur (latin ou de Nicée ?) | 2. Une sœur de l'empereur (latin ou de Nicée ?) | 2. Une sœur de l'empereur (latin ou de Nicée ?) | 2. Une sœur de l'empereur (latin ou de Nicée ?) | 2. Une sœur de l'empereur (latin ou de Nicée ?) | 2. Une sœur de l'empereur (latin ou de Nicée ?) |  |  |  |  |  |  |  |  |  |  |  |  |  |  |  |  |  |  |  |  |  |  |  |  |  |  |  |  |  |  |  |  |
|  |  | Bernardo Sanudo                             | Bernardo Sanudo                             | Bernardo Sanudo                             | Bernardo Sanudo                             | Bernardo Sanudo                             | Bernardo Sanudo                             |                                |                                | Lunardo Sanudo                                    | Lunardo Sanudo                                    | Lunardo Sanudo                                    | Lunardo Sanudo                                    | Lunardo Sanudo                                    | Lunardo Sanudo                                    |                                          |                                          | 1. Inconnue                                                      | 1. Inconnue                                                      | 1. Inconnue                                                      | 1. Inconnue                                                      | 1. Inconnue                                                      | 1. Inconnue                                                      |                                   |                                   | Marco Sanudo 1205 ? - 1227 ?                              | Marco Sanudo 1205 ? - 1227 ?                              | Marco Sanudo 1205 ? - 1227 ?                              | Marco Sanudo 1205 ? - 1227 ?                              | Marco Sanudo 1205 ? - 1227 ?                              | Marco Sanudo 1205 ? - 1227 ?                              |                                     |                                     | 2. Une sœur de l'empereur (latin ou de Nicée ?) | 2. Une sœur de l'empereur (latin ou de Nicée ?) | 2. Une sœur de l'empereur (latin ou de Nicée ?) | 2. Une sœur de l'empereur (latin ou de Nicée ?) | 2. Une sœur de l'empereur (latin ou de Nicée ?) | 2. Une sœur de l'empereur (latin ou de Nicée ?) |  |  |  |  |  |  |  |  |  |  |  |  |  |  |  |  |  |  |  |  |  |  |  |  |  |  |  |  |  |  |  |  |
|  |  |                                             |                                             |                                             |                                             |                                             |                                             |                                |                                |                                                   |                                                   |                                                   |                                                   |                                                   |                                                   |                                          |                                          |                                                                  |                                                                  |                                                                  |                                                                  |                                                                  |                                                                  |                                   |                                   |                                                           |                                                           |                                                           |                                                           |                                                           |                                                           |                                     |                                     |                                                 |                                                 |                                                 |                                                 |                                                 |                                                 |  |  |  |  |  |  |  |  |  |  |  |  |  |  |  |  |  |  |  |  |  |  |  |  |  |  |  |  |  |  |  |  |
|  |  |                                             |                                             |                                             |                                             |                                             |                                             |                                |                                |                                                   |                                                   |                                                   |                                                   | une fille de Macaire de Sainte-Menehould          | une fille de Macaire de Sainte-Menehould          | une fille de Macaire de Sainte-Menehould | une fille de Macaire de Sainte-Menehould | une fille de Macaire de Sainte-Menehould                         | une fille de Macaire de Sainte-Menehould                         |                                                                  |                                                                  | Angelo Sanudo 1227 ? - 1262 ?                                    | Angelo Sanudo 1227 ? - 1262 ?                                    | Angelo Sanudo 1227 ? - 1262 ?     | Angelo Sanudo 1227 ? - 1262 ?     | Angelo Sanudo 1227 ? - 1262 ?                             | Angelo Sanudo 1227 ? - 1262 ?                             |                                                           |                                                           | Giovanni Sanudo (installé en Eubée)                       | Giovanni Sanudo (installé en Eubée)                       | Giovanni Sanudo (installé en Eubée) | Giovanni Sanudo (installé en Eubée) | Giovanni Sanudo (installé en Eubée)             | Giovanni Sanudo (installé en Eubée)             |                                                 |                                                 |                                                 |                                                 |  |  |  |  |  |  |  |  |  |  |  |  |  |  |  |  |  |  |  |  |  |  |  |  |  |  |  |  |  |  |  |  |
|  |  |                                             |                                             |                                             |                                             |                                             |                                             |                                |                                |                                                   |                                                   |                                                   |                                                   | une fille de Macaire de Sainte-Menehould          | une fille de Macaire de Sainte-Menehould          | une fille de Macaire de Sainte-Menehould | une fille de Macaire de Sainte-Menehould | une fille de Macaire de Sainte-Menehould                         | une fille de Macaire de Sainte-Menehould                         |                                                                  |                                                                  | Angelo Sanudo 1227 ? - 1262 ?                                    | Angelo Sanudo 1227 ? - 1262 ?                                    | Angelo Sanudo 1227 ? - 1262 ?     | Angelo Sanudo 1227 ? - 1262 ?     | Angelo Sanudo 1227 ? - 1262 ?                             | Angelo Sanudo 1227 ? - 1262 ?                             |                                                           |                                                           | Giovanni Sanudo (installé en Eubée)                       | Giovanni Sanudo (installé en Eubée)                       | Giovanni Sanudo (installé en Eubée) | Giovanni Sanudo (installé en Eubée) | Giovanni Sanudo (installé en Eubée)             | Giovanni Sanudo (installé en Eubée)             |                                                 |                                                 |                                                 |                                                 |  |  |  |  |  |  |  |  |  |  |  |  |  |  |  |  |  |  |  |  |  |  |  |  |  |  |  |  |  |  |  |  |
|  |  |                                             |                                             |                                             |                                             |                                             |                                             |                                |                                |                                                   |                                                   |                                                   |                                                   |                                                   |                                                   |                                          |                                          |                                                                  |                                                                  |                                                                  |                                                                  |                                                                  |                                                                  |                                   |                                   |                                                           |                                                           |                                                           |                                                           |                                                           |                                                           |                                     |                                     |                                                 |                                                 |                                                 |                                                 |                                                 |                                                 |  |  |  |  |  |  |  |  |  |  |  |  |  |  |  |  |  |  |  |  |  |  |  |  |  |  |  |  |  |  |  |  |
|  |  |                                             |                                             |                                             |                                             |                                             |                                             |                                |                                |                                                   |                                                   |                                                   |                                                   |                                                   |                                                   |                                          |                                          |                                                                  |                                                                  |                                                                  |                                                                  |                                                                  |                                                                  |                                   |                                   |                                                           |                                                           |                                                           |                                                           |                                                           |                                                           |                                     |                                     |                                                 |                                                 |                                                 |                                                 |                                                 |                                                 |  |  |  |  |  |  |  |  |  |  |  |  |  |  |  |  |  |  |  |  |  |  |  |  |  |  |  |  |  |  |  |  |
|  |  |                                             |                                             |                                             |                                             |                                             |                                             |                                |                                | une fille ∞ Paolo Navigaioso (seigneur de Lemnos) | une fille ∞ Paolo Navigaioso (seigneur de Lemnos) | une fille ∞ Paolo Navigaioso (seigneur de Lemnos) | une fille ∞ Paolo Navigaioso (seigneur de Lemnos) | une fille ∞ Paolo Navigaioso (seigneur de Lemnos) | une fille ∞ Paolo Navigaioso (seigneur de Lemnos) |                                          |                                          | Marino Sanudo (apanage de Paros et Antiparos) ∞ Portia da Verona | Marino Sanudo (apanage de Paros et Antiparos) ∞ Portia da Verona | Marino Sanudo (apanage de Paros et Antiparos) ∞ Portia da Verona | Marino Sanudo (apanage de Paros et Antiparos) ∞ Portia da Verona | Marino Sanudo (apanage de Paros et Antiparos) ∞ Portia da Verona | Marino Sanudo (apanage de Paros et Antiparos) ∞ Portia da Verona |                                   |                                   | Marco II Sanudo 1262 ? - 1303                             | Marco II Sanudo 1262 ? - 1303                             | Marco II Sanudo 1262 ? - 1303                             | Marco II Sanudo 1262 ? - 1303                             | Marco II Sanudo 1262 ? - 1303                             | Marco II Sanudo 1262 ? - 1303                             |                                     |                                     |                                                 |                                                 |                                                 |                                                 |                                                 |                                                 |  |  |  |  |  |  |  |  |  |  |  |  |  |  |  |  |  |  |  |  |  |  |  |  |  |  |  |  |  |  |  |  |
|  |  |                                             |                                             |                                             |                                             |                                             |                                             |                                |                                | une fille ∞ Paolo Navigaioso (seigneur de Lemnos) | une fille ∞ Paolo Navigaioso (seigneur de Lemnos) | une fille ∞ Paolo Navigaioso (seigneur de Lemnos) | une fille ∞ Paolo Navigaioso (seigneur de Lemnos) | une fille ∞ Paolo Navigaioso (seigneur de Lemnos) | une fille ∞ Paolo Navigaioso (seigneur de Lemnos) |                                          |                                          | Marino Sanudo (apanage de Paros et Antiparos) ∞ Portia da Verona | Marino Sanudo (apanage de Paros et Antiparos) ∞ Portia da Verona | Marino Sanudo (apanage de Paros et Antiparos) ∞ Portia da Verona | Marino Sanudo (apanage de Paros et Antiparos) ∞ Portia da Verona | Marino Sanudo (apanage de Paros et Antiparos) ∞ Portia da Verona | Marino Sanudo (apanage de Paros et Antiparos) ∞ Portia da Verona |                                   |                                   | Marco II Sanudo 1262 ? - 1303                             | Marco II Sanudo 1262 ? - 1303                             | Marco II Sanudo 1262 ? - 1303                             | Marco II Sanudo 1262 ? - 1303                             | Marco II Sanudo 1262 ? - 1303                             | Marco II Sanudo 1262 ? - 1303                             |                                     |                                     |                                                 |                                                 |                                                 |                                                 |                                                 |                                                 |  |  |  |  |  |  |  |  |  |  |  |  |  |  |  |  |  |  |  |  |  |  |  |  |  |  |  |  |  |  |  |  |
|  |  |                                             |                                             |                                             |                                             |                                             |                                             |                                |                                |                                                   |                                                   |                                                   |                                                   |                                                   |                                                   |                                          |                                          |                                                                  |                                                                  |                                                                  |                                                                  |                                                                  |                                                                  |                                   |                                   |                                                           |                                                           |                                                           |                                                           |                                                           |                                                           |                                     |                                     |                                                 |                                                 |                                                 |                                                 |                                                 |                                                 |  |  |  |  |  |  |  |  |  |  |  |  |  |  |  |  |  |  |  |  |  |  |  |  |  |  |  |  |  |  |  |  |
|  |  |                                             |                                             |                                             |                                             |                                             |                                             |                                |                                |                                                   |                                                   |                                                   |                                                   |                                                   |                                                   |                                          |                                          | Guglielmo Sanudo 1303 - 1323                                     | Guglielmo Sanudo 1303 - 1323                                     | Guglielmo Sanudo 1303 - 1323                                     | Guglielmo Sanudo 1303 - 1323                                     | Guglielmo Sanudo 1303 - 1323                                     | Guglielmo Sanudo 1303 - 1323                                     |                                   |                                   | Francesco Sanudo (apanage de Milos) ∞ Cassandra de Durnay | Francesco Sanudo (apanage de Milos) ∞ Cassandra de Durnay | Francesco Sanudo (apanage de Milos) ∞ Cassandra de Durnay | Francesco Sanudo (apanage de Milos) ∞ Cassandra de Durnay | Francesco Sanudo (apanage de Milos) ∞ Cassandra de Durnay | Francesco Sanudo (apanage de Milos) ∞ Cassandra de Durnay |                                     |                                     | Marco Sanudo (apanages à Andros et en Eubée)    | Marco Sanudo (apanages à Andros et en Eubée)    | Marco Sanudo (apanages à Andros et en Eubée)    | Marco Sanudo (apanages à Andros et en Eubée)    | Marco Sanudo (apanages à Andros et en Eubée)    | Marco Sanudo (apanages à Andros et en Eubée)    |  |  |  |  |  |  |  |  |  |  |  |  |  |  |  |  |  |  |  |  |  |  |  |  |  |  |  |  |  |  |  |  |
|  |  |                                             |                                             |                                             |                                             |                                             |                                             |                                |                                |                                                   |                                                   |                                                   |                                                   |                                                   |                                                   |                                          |                                          | Guglielmo Sanudo 1303 - 1323                                     | Guglielmo Sanudo 1303 - 1323                                     | Guglielmo Sanudo 1303 - 1323                                     | Guglielmo Sanudo 1303 - 1323                                     | Guglielmo Sanudo 1303 - 1323                                     | Guglielmo Sanudo 1303 - 1323                                     |                                   |                                   | Francesco Sanudo (apanage de Milos) ∞ Cassandra de Durnay | Francesco Sanudo (apanage de Milos) ∞ Cassandra de Durnay | Francesco Sanudo (apanage de Milos) ∞ Cassandra de Durnay | Francesco Sanudo (apanage de Milos) ∞ Cassandra de Durnay | Francesco Sanudo (apanage de Milos) ∞ Cassandra de Durnay | Francesco Sanudo (apanage de Milos) ∞ Cassandra de Durnay |                                     |                                     | Marco Sanudo (apanages à Andros et en Eubée)    | Marco Sanudo (apanages à Andros et en Eubée)    | Marco Sanudo (apanages à Andros et en Eubée)    | Marco Sanudo (apanages à Andros et en Eubée)    | Marco Sanudo (apanages à Andros et en Eubée)    | Marco Sanudo (apanages à Andros et en Eubée)    |  |  |  |  |  |  |  |  |  |  |  |  |  |  |  |  |  |  |  |  |  |  |  |  |  |  |  |  |  |  |  |  |
|  |  |                                             |                                             |                                             |                                             |                                             |                                             |                                |                                |                                                   |                                                   |                                                   |                                                   |                                                   |                                                   |                                          |                                          |                                                                  |                                                                  |                                                                  |                                                                  |                                                                  |                                                                  |                                   |                                   |                                                           |                                                           |                                                           |                                                           |                                                           |                                                           |                                     |                                     |                                                 |                                                 |                                                 |                                                 |                                                 |                                                 |  |  |  |  |  |  |  |  |  |  |  |  |  |  |  |  |  |  |  |  |  |  |  |  |  |  |  |  |  |  |  |  |
|  |  | Marco (Marcolino) Sanudo (apanage de Milos) | Marco (Marcolino) Sanudo (apanage de Milos) | Marco (Marcolino) Sanudo (apanage de Milos) | Marco (Marcolino) Sanudo (apanage de Milos) | Marco (Marcolino) Sanudo (apanage de Milos) | Marco (Marcolino) Sanudo (apanage de Milos) |                                |                                | Niccolò Sanudo ∞ Jeanne de Brienne 1323 - 1341    | Niccolò Sanudo ∞ Jeanne de Brienne 1323 - 1341    | Niccolò Sanudo ∞ Jeanne de Brienne 1323 - 1341    | Niccolò Sanudo ∞ Jeanne de Brienne 1323 - 1341    | Niccolò Sanudo ∞ Jeanne de Brienne 1323 - 1341    | Niccolò Sanudo ∞ Jeanne de Brienne 1323 - 1341    |                                          |                                          | Marino et Pietro Sanudo                                          | Marino et Pietro Sanudo                                          | Marino et Pietro Sanudo                                          | Marino et Pietro Sanudo                                          | Marino et Pietro Sanudo                                          | Marino et Pietro Sanudo                                          |                                   |                                   | Giovanni Sanudo 1341 - 1362                               | Giovanni Sanudo 1341 - 1362                               | Giovanni Sanudo 1341 - 1362                               | Giovanni Sanudo 1341 - 1362                               | Giovanni Sanudo 1341 - 1362                               | Giovanni Sanudo 1341 - 1362                               |                                     |                                     | Gugliemo Sanudo                                 | Gugliemo Sanudo                                 | Gugliemo Sanudo                                 | Gugliemo Sanudo                                 | Gugliemo Sanudo                                 | Gugliemo Sanudo                                 |  |  |  |  |  |  |  |  |  |  |  |  |  |  |  |  |  |  |  |  |  |  |  |  |  |  |  |  |  |  |  |  |
|  |  | Marco (Marcolino) Sanudo (apanage de Milos) | Marco (Marcolino) Sanudo (apanage de Milos) | Marco (Marcolino) Sanudo (apanage de Milos) | Marco (Marcolino) Sanudo (apanage de Milos) | Marco (Marcolino) Sanudo (apanage de Milos) | Marco (Marcolino) Sanudo (apanage de Milos) |                                |                                | Niccolò Sanudo ∞ Jeanne de Brienne 1323 - 1341    | Niccolò Sanudo ∞ Jeanne de Brienne 1323 - 1341    | Niccolò Sanudo ∞ Jeanne de Brienne 1323 - 1341    | Niccolò Sanudo ∞ Jeanne de Brienne 1323 - 1341    | Niccolò Sanudo ∞ Jeanne de Brienne 1323 - 1341    | Niccolò Sanudo ∞ Jeanne de Brienne 1323 - 1341    |                                          |                                          | Marino et Pietro Sanudo                                          | Marino et Pietro Sanudo                                          | Marino et Pietro Sanudo                                          | Marino et Pietro Sanudo                                          | Marino et Pietro Sanudo                                          | Marino et Pietro Sanudo                                          |                                   |                                   | Giovanni Sanudo 1341 - 1362                               | Giovanni Sanudo 1341 - 1362                               | Giovanni Sanudo 1341 - 1362                               | Giovanni Sanudo 1341 - 1362                               | Giovanni Sanudo 1341 - 1362                               | Giovanni Sanudo 1341 - 1362                               |                                     |                                     | Gugliemo Sanudo                                 | Gugliemo Sanudo                                 | Gugliemo Sanudo                                 | Gugliemo Sanudo                                 | Gugliemo Sanudo                                 | Gugliemo Sanudo                                 |  |  |  |  |  |  |  |  |  |  |  |  |  |  |  |  |  |  |  |  |  |  |  |  |  |  |  |  |  |  |  |  |
|  |  | Fiorenza Sanudo                             | Fiorenza Sanudo                             | Fiorenza Sanudo                             | Fiorenza Sanudo                             | Fiorenza Sanudo                             | Fiorenza Sanudo                             |                                |                                | Francesco Ier Crispo 1383 - 1397                  | Francesco Ier Crispo 1383 - 1397                  | Francesco Ier Crispo 1383 - 1397                  | Francesco Ier Crispo 1383 - 1397                  | Francesco Ier Crispo 1383 - 1397                  | Francesco Ier Crispo 1383 - 1397                  |                                          |                                          | 1. Giovanni dalle Carceri                                        | 1. Giovanni dalle Carceri                                        | 1. Giovanni dalle Carceri                                        | 1. Giovanni dalle Carceri                                        | 1. Giovanni dalle Carceri                                        | 1. Giovanni dalle Carceri                                        |                                   |                                   | Fiorenza Sanudo 1362 - 1371                               | Fiorenza Sanudo 1362 - 1371                               | Fiorenza Sanudo 1362 - 1371                               | Fiorenza Sanudo 1362 - 1371                               | Fiorenza Sanudo 1362 - 1371                               | Fiorenza Sanudo 1362 - 1371                               |                                     |                                     | 2. Niccolo Sanudo Spezzabanda 1362 - 1371       | 2. Niccolo Sanudo Spezzabanda 1362 - 1371       | 2. Niccolo Sanudo Spezzabanda 1362 - 1371       | 2. Niccolo Sanudo Spezzabanda 1362 - 1371       | 2. Niccolo Sanudo Spezzabanda 1362 - 1371       | 2. Niccolo Sanudo Spezzabanda 1362 - 1371       |  |  |  |  |  |  |  |  |  |  |  |  |  |  |  |  |  |  |  |  |  |  |  |  |  |  |  |  |  |  |  |  |
|  |  | Fiorenza Sanudo                             | Fiorenza Sanudo                             | Fiorenza Sanudo                             | Fiorenza Sanudo                             | Fiorenza Sanudo                             | Fiorenza Sanudo                             |                                |                                | Francesco Ier Crispo 1383 - 1397                  | Francesco Ier Crispo 1383 - 1397                  | Francesco Ier Crispo 1383 - 1397                  | Francesco Ier Crispo 1383 - 1397                  | Francesco Ier Crispo 1383 - 1397                  | Francesco Ier Crispo 1383 - 1397                  |                                          |                                          | 1. Giovanni dalle Carceri                                        | 1. Giovanni dalle Carceri                                        | 1. Giovanni dalle Carceri                                        | 1. Giovanni dalle Carceri                                        | 1. Giovanni dalle Carceri                                        | 1. Giovanni dalle Carceri                                        |                                   |                                   | Fiorenza Sanudo 1362 - 1371                               | Fiorenza Sanudo 1362 - 1371                               | Fiorenza Sanudo 1362 - 1371                               | Fiorenza Sanudo 1362 - 1371                               | Fiorenza Sanudo 1362 - 1371                               | Fiorenza Sanudo 1362 - 1371                               |                                     |                                     | 2. Niccolo Sanudo Spezzabanda 1362 - 1371       | 2. Niccolo Sanudo Spezzabanda 1362 - 1371       | 2. Niccolo Sanudo Spezzabanda 1362 - 1371       | 2. Niccolo Sanudo Spezzabanda 1362 - 1371       | 2. Niccolo Sanudo Spezzabanda 1362 - 1371       | 2. Niccolo Sanudo Spezzabanda 1362 - 1371       |  |  |  |  |  |  |  |  |  |  |  |  |  |  |  |  |  |  |  |  |  |  |  |  |  |  |  |  |  |  |  |  |
|  |  |                                             |                                             |                                             |                                             |                                             |                                             |                                |                                |                                                   |                                                   |                                                   |                                                   |                                                   |                                                   |                                          |                                          |                                                                  |                                                                  |                                                                  |                                                                  |                                                                  |                                                                  |                                   |                                   |                                                           |                                                           |                                                           |                                                           |                                                           |                                                           |                                     |                                     |                                                 |                                                 |                                                 |                                                 |                                                 |                                                 |  |  |  |  |  |  |  |  |  |  |  |  |  |  |  |  |  |  |  |  |  |  |  |  |  |  |  |  |  |  |  |  |
|  |  |                                             |                                             |                                             |                                             | Giacomo Ier Crispo 1397 - 1418              | Giacomo Ier Crispo 1397 - 1418              | Giacomo Ier Crispo 1397 - 1418 | Giacomo Ier Crispo 1397 - 1418 | Giacomo Ier Crispo 1397 - 1418                    | Giacomo Ier Crispo 1397 - 1418                    |                                                   |                                                   |                                                   |                                                   |                                          |                                          |                                                                  |                                                                  |                                                                  |                                                                  | Niccolo dalle Carceri 1371 - 1383                                | Niccolo dalle Carceri 1371 - 1383                                | Niccolo dalle Carceri 1371 - 1383 | Niccolo dalle Carceri 1371 - 1383 | Niccolo dalle Carceri 1371 - 1383                         | Niccolo dalle Carceri 1371 - 1383                         |                                                           |                                                           | Maria Sanudo ∞ Gaspard Sommaripa                          | Maria Sanudo ∞ Gaspard Sommaripa                          | Maria Sanudo ∞ Gaspard Sommaripa    | Maria Sanudo ∞ Gaspard Sommaripa    | Maria Sanudo ∞ Gaspard Sommaripa                | Maria Sanudo ∞ Gaspard Sommaripa                |                                                 |                                                 |                                                 |                                                 |  |  |  |  |  |  |  |  |  |  |  |  |  |  |  |  |  |  |  |  |  |  |  |  |  |  |  |  |  |  |  |  |
|  |  |                                             |                                             |                                             |                                             | Giacomo Ier Crispo 1397 - 1418              | Giacomo Ier Crispo 1397 - 1418              | Giacomo Ier Crispo 1397 - 1418 | Giacomo Ier Crispo 1397 - 1418 | Giacomo Ier Crispo 1397 - 1418                    | Giacomo Ier Crispo 1397 - 1418                    |                                                   |                                                   |                                                   |                                                   |                                          |                                          |                                                                  |                                                                  |                                                                  |                                                                  | Niccolo dalle Carceri 1371 - 1383                                | Niccolo dalle Carceri 1371 - 1383                                | Niccolo dalle Carceri 1371 - 1383 | Niccolo dalle Carceri 1371 - 1383 | Niccolo dalle Carceri 1371 - 1383                         | Niccolo dalle Carceri 1371 - 1383                         |                                                           |                                                           | Maria Sanudo ∞ Gaspard Sommaripa                          | Maria Sanudo ∞ Gaspard Sommaripa                          | Maria Sanudo ∞ Gaspard Sommaripa    | Maria Sanudo ∞ Gaspard Sommaripa    | Maria Sanudo ∞ Gaspard Sommaripa                | Maria Sanudo ∞ Gaspard Sommaripa                |                                                 |                                                 |                                                 |                                                 |  |  |  |  |  |  |  |  |  |  |  |  |  |  |  |  |  |  |  |  |  |  |  |  |  |  |  |  |  |  |  |  |
|  |  |                                             |                                             |                                             |                                             |                                             |                                             |                                |                                |                                                   |                                                   |                                                   |                                                   |                                                   |                                                   |                                          |                                          |                                                                  |                                                                  |                                                                  |                                                                  |                                                                  |                                                                  |                                   |                                   |                                                           |                                                           |                                                           |                                                           | Fiorenza Sanudo-Sommaripa                                 |                                                           |                                     |                                     |                                                 |                                                 |                                                 |                                                 |                                                 |                                                 |  |  |  |  |  |  |  |  |  |  |  |  |  |  |  |  |  |  |  |  |  |  |  |  |  |  |  |  |  |  |  |  |
|  |  |                                             |                                             |                                             |                                             |                                             |                                             |                                |                                |                                                   |                                                   |                                                   |                                                   |                                                   |                                                   |                                          |                                          |                                                                  |                                                                  |                                                                  |                                                                  |                                                                  |                                                                  |                                   |                                   |                                                           |                                                           |                                                           |                                                           |                                                           |                                                           |                                     |                                     |                                                 |                                                 |                                                 |                                                 |                                                 |                                                 |  |  |  |  |  |  |  |  |  |  |  |  |  |  |  |  |  |  |  |  |  |  |  |  |  |  |  |  |  |  |  |  |
|  |  |                                             |                                             |                                             |                                             |                                             |                                             |                                |                                |                                                   |                                                   |                                                   |                                                   |                                                   |                                                   |                                          |                                          |                                                                  |                                                                  |                                                                  |                                                                  |                                                                  |                                                                  |                                   |                                   |                                                           |                                                           |                                                           |                                                           |                                                           |                                                           |                                     |                                     |                                                 |                                                 |                                                 |                                                 |                                                 |                                                 |  |  |  |  |  |  |  |  |  |  |  |  |  |  |  |  |  |  |  |  |  |  |  |  |  |  |  |  |  |  |  |  |
|  |  |                                             |                                             |                                             |                                             |                                             |                                             |                                |                                |                                                   |                                                   |                                                   |                                                   |                                                   |                                                   |                                          |                                          | Famille Crispo                                                   |                                                                  |                                                                  |                                                                  |                                                                  |                                                                  |                                   |                                   |                                                           |                                                           |                                                           |                                                           |                                                           |                                                           |                                     |                                     |                                                 |                                                 |                                                 |                                                 |                                                 |                                                 |  |  |  |  |  |  |  |  |  |  |  |  |  |  |  |  |  |  |  |  |  |  |  |  |  |  |  |  |  |  |  |  |